# Kecamatan Rongkop
Kecamatan Rongkop är ett distrikt i Indonesien.   Det ligger i provinsen Yogyakarta, i den västra delen av landet, 500 km öster om huvudstaden Jakarta.